# Kappa Draconis
Kappa Draconis (κ Dra / 5 Draconis / HD 109387) es una estrella de la constelación de Draco.
De magnitud aparente +3,88, está situada a 498 años luz del sistema solar. Forma una doble óptica con 6 Draconis, visualmente a 15 minutos de arco, siendo la distancia aproximada entre ellas de 30 años luz. En ocasiones es referida con el nombre propio de Ketu, alusivo a la «cola del Dragón».
Kappa Draconis está catalogada como una gigante azul de tipo espectral B6IIIpe con una temperatura efectiva de 14.000 K. La «e» indica emisiones a ciertas longitudes de onda en su espectro, ya que Kappa Draconis es una estrella Be rodeada de un disco en rotación que ella misma ha creado. Asimismo, está clasificada como «estrella con envoltura», que implica que el grueso disco está aproximadamente dispuesto según la línea de visión. La presencia de un disco de estas características siempre está asociado a una alta velocidad de rotación; en el caso de Kappa Draconis, su velocidad de rotación ecuatorial puede ser superior a 250 km/s.
La luminosidad de Kappa Draconis es 1400 veces mayor que la del Sol y su radio es 6,4 veces más grande que el radio solar. Dentro de los próximos 500 000 años, Kappa Draconis evolucionará hacia una gigante roja y su brillo será el doble que el actual.
Existe evidencia espectroscópica de que Kappa Draconis puede ser una estrella binaria con un período orbital de 0,89 días; sin embargo, la posible acompañante ha sido cuestionada, ya que las variaciones pueden ser debidas a la propia rotación de la estrella.